# 丁元普
丁元普（1888年—1957年），上海人，原籍浙江萧山，法学家。
丁元普为清末举人，毕业于上海徐汇中学。后赴日本留学，毕业于早稻田大学政治法律科。回国后，曾任江苏吴县地方审判厅民庭庭长、浙江嘉兴地方法院代理院长、上海第二特区地方法院主任推事，并曾任教于中国公学、上海法政学院、复旦大学法律系及大夏大学。中华人民共和国成立后，于1953年6月任上海市文史馆馆员。
著有《中国法制史》、《比较宪法》、《法院组织法要义》、《刑事诉讼法》、《法庭组织法》等书。